# 愛宕警察署
愛宕警察署（あたごけいさつしょ）は、東京都港区新橋六丁目にある警視庁が管轄する警察署の一つ。第一方面本部所属。署員数約260名。
港区の東北部を管轄している。管内には主に東京タワーやオランダ大使館、日本テレビの本社ビル、世界貿易センタービルなどの施設がある。また、当署に隣接して警視庁新橋庁舎があり、各種初動捜査を担う機動捜査隊（第一機動捜査隊）の拠点や、交通部の要として交通信号などの運用を行う交通管制センターが置かれている。
識別章所属表示はMJ。車両の対空標識は「愛」。

## 所在地
東京都港区新橋六丁目18番12号
最寄駅：東京都交通局都営地下鉄三田線 御成門駅

## 管轄区域
- 港区芝地域の一部（旧芝区：芝地区総合支所の区域）を管轄。
  - 東新橋一・二丁目（全域）
  - 新橋一・二・三・四・五・六丁目（全域）
  - 西新橋一・二・三丁目（全域）
  - 海岸一丁目（二・三丁目は三田警察署の管轄）
  - 浜松町一・二丁目（全域）
  - 芝大門一・二丁目（全域）
  - 芝公園一・二・三・四丁目（全域）
  - 愛宕一・二丁目（全域）
  - 虎ノ門一丁目、二丁目（3番から9番のみ）、三・四・五丁目（前記以外の二丁目は赤坂警察署の管轄）

## 沿革
- 1872年（明治5年） - 巡査屯所設置。
- 1881年（明治14年）1月14日 - 宮本町警察署となる。
- 1881年（明治14年）4月1日 - 芝宮本町警察署になる。
- 1893年（明治26年）4月 - 高輪警察署を統合し、芝警察署となる。
- 1913年（大正2年） - 芝愛宕警察署に改称。
- 1937年（昭和12年） - 愛宕警察署に改称。
- 1984年（昭和59年） - 現庁舎が完成。

## 組織
- 警務課
- 会計課
- 交通課
- 警備課
- 地域課
- 刑事組織犯罪対策課
- 生活安全課

## 交番
- 虎の門交番（港区虎ノ門2丁目3番2号）
- 新橋三丁目交番（港区新橋3丁目6番1号）
- 新橋駅前交番（港区新橋2丁目16番2号）
- 東新橋交番（港区東新橋2丁目2番8号）
- 大門交番（港区芝大門2丁目4番1号）
- 浜松町交番（港区浜松町2丁目13番2号）
- 東京タワー前交番（港区芝公園3丁目4番26号）
- 竹芝交番（港区海岸1丁目12番2号） - 2008年3月31日に愛宕警察署の管轄となる。前日限りで廃止の東京水上警察署から移管された。

駐在所、地域安全センターはなし。

### 廃止された交番
- 西新橋交番 - 2010年廃止。
- 御成門交番 - 1970年11月22日にデモ隊から投石、放火による襲撃を受ける[1]。廃止時期不明。

## 管轄内の主要事件
- 立憲政友会本部放火事件（1919年10月7日） - 当時、政友会本部の向かいに本署があった。
- 永山則夫連続射殺事件（1968年10月11日） - 最初の事件が東京プリンスホテルで発生。

### 未解決事件
- 第一ホテル殺人事件（または第一ホテル女医殺人事件。1972年6月26日） - 未解決事件として2002年に公訴時効成立。